# Liste des seigneurs de Fauquemont
Après la première mention de Fauquemont ou Valkenburg (Falchenberch ou Falkenbourg) dans un acte de don de l'empereur Henri III en 1041, le pays de Fauquemont a été gouverné pendant plusieurs siècles par les seigneurs de Fauquemont. Les premiers seigneurs et dames vivaient probablement au Château Genhoes (nl) à Fauquemont-Le-Vieux ; plus tard, le Château de Fauquemont est devenu la résidence principale.

## Premiers seigneurs et dames de Fauquemont
- 1041-1042 : Ermgard de Verdun (nl), cousine d'Henri III, dame de Herve, Vaals, Epen et Valkenburg (incertain)
- 1041/42?-1083/93? : Irmintrud de Zutphen, petite fille(?) d'Ermgard, dame de Herve, Vaals, Epen et Valkenburg
- 1083/93?-1118 : Guda de Fauquemont (nl), fille d'Irmentrud; A régné en partie avec Siegfried
- 1083/93?-1087 : Siegfried II de Walbeck, premier époux de Guda;
- 1087-1106 : Thibaud de Fouron (nl) (ou Thibaut ou Theoderich, peut-être Thibald van Fouron-Fauquemont[1]), second époux de Guda; remplacé par Gosewijn I

## Maison Fauquemont-Heinsberg
- 1106/18-1128 : Gossuin I de Fauquemont-Heinsberg (nl), époux d'Oda van Walbeck (?-1107/52) qui était une parente et héritière de Guda; premier seigneur de Fauquemont de la lignée Heinsberg
- 1130-1168 : Gossuin II de Fauquemont-Heinsberg (nl)[2], fils de Gossuin I
- 1170-1188 : Gossuin III de Fauquemont (nl), fils de Gossuin II
- 1188-1212? : Gossuin IV de Fauquemont (nl), fils de Gossuin III

## Maison Fauquemont-Heinsberg - branche de Clèves
- 1212?-1228 : Thierry Ier de Fauquemont, fils d'Aleidis de Heinsberg et (petit)cousin de Gossuin IV
- 1228-1268 : Thierry II de Fauquemont, fils de Thierry I
- 1268-1302 : Walram Le Roux, fils de Thierry II
- 1302-1305 : Thierry III de Fauquemont, fils de Walram
- 1305-1333 : Reinoud de Fauquemont, frère de Thierry III
- 1334-1346 : Thierry IV de Fauquemont, fils de Reinoud
- 1346-1352 : Jean de Fauquemont, fils de Reinoud

## Derniers représentants
Ceux-ci sont arrivés au pouvoir par la nomination et l'achat de Fauquemont.
- 1354-1356 : Renaud I de Schoonvorst (nl) (ou Reinoud ou Reinhard ou Reinier ou Renier)
- 1356-1381 : Guillaume VI de Juliers, premier comte de Fauquemont (1357)
- 1381 : Wenceslas, duc du Brabant. Désormais, le titre de comte revient aux ducs de Brabant.